# Équipe cycliste Fangio
L'équipe cycliste Fangio était une équipe belge de cyclisme professionnel sur route créée en 1979 et dissoute en 1986. L'équipe AD Renting lui a succédé. L'équipe se nomme Fangio-Iso-Bel en 1979, Fangio-Amerlinckx en 1980, Fangio-Sapeco en 1981, Fangio-Assos en 1982, Fangio-Tönissteiner en 1983, Fangio-Marc en 1984, Fangio-Ecoturbo en 1985 puis Fangio-Lois en 1986. Ses directeurs sportifs ont été Wilfried Reybrouck et Romain Deloof.
L'équipe participe au Tour d'Espagne 1982 sans toutefois remporter d'étape. On notera en revanche la victoire de Dave Cumming sur le Tour d'Irlande en 1980, de Kurt Dockx et Patrick Versluys sur la Flèche côtière en 1982 et 1986, d'Alain Van Hoornweder et William Tackaert sur le Circuit du Pays de Waes en 1983 et 1985, de Jacques van Meer (en) sur Le Samyn en 1983, de William Tackaert sur le Circuit des Ardennes flamandes – Ichtegem en 1984, d'Yves Godimus sur le Grand Prix de Denain en 1984 et l'année suivante sur Kuurne-Bruxelles-Kuurne et enfin de Luc Colijn sur la Nokere Koerse en 1986.